# Gordon Ramsay
Gordon James Ramsay Jr. OBE (rođen 8. studenoga 1966.) je britanski kuhar, ugostitelj, pisac, televizijska osoba, kritičar hrane i bivši nogometaš. Rođen je u Johnstonu, u Škotskoj, a odrastao je u Stratford-upon-Avonu u Engleskoj, a Ramsayjevi restorani dobili su ukupno 16 Michelinovih zvijezda i trenutno drže ukupno 7. Njegov restoran s restoranom, restoran Gordon Ramsay iz Chelsea u Londonu, održao je tri Michelinove zvjezdice od 2001. godine. Prvi put se pojavio na televiziji u Velikoj Britaniji krajem 1990-ih, a 2004. godine Ramsay je postao jedan od najpoznatijih i najutjecajnijih kuhara u britanskoj popularnoj kulturi.
| Rođen | Gordon James Ramsay Jr. 8. studenoga 1966. (52 godine) Johnstone, Renfrewshire, Scotland |

| Supruga | Tana Hutcheson(vj.1996) |

| Djeca | 5, uključujući Matildu |